# Feldkapazität
Unter Feldkapazität versteht man die Wassermenge, die ein zunächst wassergesättigter Boden gegen die Schwerkraft nach 2 bis 3 Tagen noch halten kann. Die Feldkapazität hat eine hohe Bedeutung bei praxisorientierten Fragestellungen des Acker- und Gartenbaus, z. B. bei Fragen zur Wasserversorgung der Pflanzen, der Pflanzenverfügbarkeit von wasserlöslichen Nährstoffen, der Auswaschung wasserlöslicher Stoffe sowie der Bewässerung.

## Bestimmung
Die Bestimmung des Wassergehaltes erfolgt durch Trocknung einer Bodenprobe im Labor über 24 Stunden bei 105 °C sowie einer Gewichtsbestimmung der Bodenprobe vor und nach dem Trocknen. Die Differenz der gemessenen Gewichte ergibt den Wassergehalt. Der Wert wird angegeben (beispielhafte Werte siehe Porenvolumen):
- als Prozentzahl (Vol.-%)
- bezogen auf das Volumen [cm3/cm3] oder
- bezogen auf eine bestimmte Bodenhöhe [mm/dm].

Weil das Entwässerungsverhalten eines Bodens u. a. stark von der Bodenart (bzw. deren Schichtung) abhängt, hat man sich hinsichtlich der Bestimmung der Feldkapazität im Labor für nicht grundwasserbeeinflusste Böden auf eine Konvention geeinigt: den Wassergehalt bei einer Bodenwasserspannung von pF 1,8.
Die volle Feldkapazität wird in mitteleuropäischen Breiten meistens gegen Ende des Winters (März/April) erreicht. Auch dann ist der Boden nicht vollständig mit Wasser gesättigt; in den Grob- und Makroporen ist noch Luft enthalten. Der Boden kann somit bei Niederschlag einen höheren Wassergehalt aufweisen als über die Feldkapazität bestimmt.

## Zusammenhang mit der Porengröße
Die Feldkapazität ist u. a. von der Porengrößenverteilung abhängig (siehe Porenvolumen). Üblicherweise wird angenommen, dass Poren mit einem Durchmesser über 10 oder 50 µm das Wasser nicht durch Kapillarkräfte festhalten können; das Wasser sickert durch den Boden hindurch.
Auch das im Boden gespeicherte Haftwasser ist nicht vollständig für Pflanzen verfügbar. Der Teil der Feldkapazität (FK), der von den Pflanzen durch die Wurzel aufgenommen werden kann, ist die nutzbare Feldkapazität (nFK), oft auch Bodenwasservorrat genannt:
{\displaystyle nFK=FK-TOT}.
Totwasser (TOT) wird in Poren unter 0,2 µm durch die Adhäsionskräfte so stark festgehalten, dass Pflanzen es nicht mehr daraus lösen können. Hier beträgt die Wasserspannung über 15.000 hPa oder 15 bar, dieser Wert wird auch permanenter Welkepunkt (PWP) genannt.